# Сокобањска котлина
Сокобањска котлина je типична тектонска потолина, настала у терцијару, спуштањем терена дуж више раседа упоредничког и меридијанског правца, у централно делу југоисточне Србије, јасно ограничена са свих страна планинама до 1600 m надморске висине. Књажевачком клисуром повезана је са истоком Србије, док на југозападу кроз Бованску клисуру, избија у Алексиначку котлину, и долину Јужне Мораве. Административно припада. општини Сокобања.

## Географија
Сокобањска котлина је смештена у централном делу Источне Србије. Налази се између:
- 43° и 44° северне географске ширине и
- 21° и 22° источне географске дужине.

Битна карактеристика њеног географског положаја је у томе што се она, у регионално-географском погледу, налази у саставу пространог Карпатско-балканског планинског система, док само мањим делом, на западу, задире и у зону старе Родопске масе.  
У ширем смислу овај простор припада Планинско-котлинско-долинској макрорегији, а мезорегији источна Србија.
Сокобањска котлина која је условљене њеним положајем као и њеном тектоморфогенезом, са свих страна оивичена је високим планинама:
- Са севера котлину затвара Ртањ (1.567 m),
- Са југа котлину затвара Озрен (1.186 m),
- Са југоистока је Девица (1.174 m),
- Са истока Слемен (1.098 m),
- Са запада котлину затвара Буковик (1.069 m).

Овако изолована котлина је отворена једино према југу, где комуницира са Јужно-моравском долином, узаним теснацем,
Бованском клисуром, одакле у Сокобањску котлину продиру континентални утицаји.
Ова типична тектонска потолина, која је настала из три раседа, два упоредничка раседа су посебно значајна: један који води северном страном Озрена и Девице, дуж којег се котлина највише спустила и у оквиру кога су се појавиле термоминералне воде Сокобање, и другог, уздужног раседа на северној страни мање израженог, који иде дуж Сокобањска котлине испод Јошанице, Врмџе, Мужинца, Сокобање, Сеселца и јужном страном Крстатца, раздвајајући тако северне кречњачке масе од басена.
Од три попречна раседа, најзначајнији је онај на западном ободу котлине, који се може пратити од Бованске клисуре, преко села Трубаревца и даље на север, преко Врмџе и Рујевице до Јошанице, где се укршта са северним упоредничким раседом. Дуж њега Сокобањска котлина се јаче спуштала низ западне кристаласте масе, па је и нагнута у том правцу.
Сви поменути раседи су у овој географској области доминантно утицали на формирање основних црта у рељефу Сокобањске котлине и њеног обода. У овим зонама су се и појавили бројни термоминерални извори вода, који су условили условили развој Сокобање и Јошаничке бање у здравствену и туристичка центре Сокобањске котлине шире центре бањског туризма Србије.

### Термалне појаве и извори Сокобањске котлине
Шире подручје Сокобање у географском погледу карактерише се сложеним структурним и тектонским склопом у коме доминира присуству бројних раседа и раседних зона који у различитим правцима пресецају сложене геолошке формације. У регионалном смислу Сокобањска котлина представља структурну потолину познату као Сокобањски терцијарни басен. Формирање овог басена омогућено је дубоким раседима дуж којих су се спустали мезозојски седименти што је довело до стварања дубоке депресије, која је касније у геолошкој еволуцији била испуњена водом.
Сложена тектонска еволуција сокобањског басена условила је да се у његовом саставу налазе стене различитих геолошких формација и састава. Највише су заступљене седиментне творевине, затим кристални шкриљци и вулканске стене, чија се старост процењује на више од милијарду година.
Сокобањске котлина спада у групу најрадиоактивнијих бањских области Србије, са неколико извора минералне воде различите температуре, која избија дуж напред описаних раседа. Минерална вода у Сокобањској котлини потичу из велике дубине, али и из плићих слојева, с обзиром на температуру хладне воде од 16 °C. Поред Моравице, термални извори представљају значајна хидролошка обележја овог простора.

#### Термални извори Сокобање
На простору Сокобање постоји 6 термалних извора. Сокобањски термални извори спадају у ред радиоактивних акратотерми са карактером слабих земноалкалних вода. Радиоактивна вода садржи до 13 махових јединица у литру, а гасови 33,7 до 50 махових јединица.
Сви извори на територији Сокобање су каптирани и претворени у купатила која се користе у савремене балнеотерапеутске сврхе.
Топли извори Сокобање
- "Преображење", који се налази источно од купатила и у облику је бунара дубине десетак метара. Из њега непрестано избијају гасови.
- „Свети Анђел” је извор у згради купатила у којем избијају гасови у много топле минералне воде.

Температура лековите воде је 40 до 46,5 °C. Издашнос извора је око 3.000 литара воде и 6-7 литара гаса у минуту. Главно врело даје 28 литара воде у секунду. Главни извор "Преображење" у литру воде температуре 6 °C садржи највише калцијума (0,0972 gr), натријума (0,0168 gr), магнезијума (0,0140 gr) и калијума (0,0023 gr) од катјона, а од анјона највише има хидрокарбонаната (0,3970 gr) и сулфата (0,0214 gr). Радиоактивност воде овог извора износи 6,10 mахових јединица.
Извори млаке воде
Поред тога, постоји извор млаке воде "Бањица" изнад Бање око 550 m уз Моравицу, капацитета око 400 л у минуту, температуре 28-36ºС.
Неколико извора млаке воде до 28 °Cналази се на око 200 метара од извора хладне минералне воде "Лептерија".
| Назив извора      | Физичко-хемијске карактеристике вода |
| ----------------- | --- |
| Сонда Парк        | - Вода бистра, прозрачна без укуса и мириса - Температура воде је 43 °C - пХ вредност 6,98 - 7,26 - Садржај растворених састојака (катјона, ањона, слабих електролита) укупно - 602,8 mg/l - Растворени гасови - слободни водоник и сулфид 0,9 mg/l - Категорија - сулфидне, калцијум, магнезијум хидрокарбонатна, - Тип хипертермна, олигоминерална вода. |
| Бунар Преображење | - Вода бистра, без укуса и мириса са мехурићима гаса - Температура воде је 43,8 - 53 °C - пХ вредност 7,00 10,4 - Садржај растворених састојака 524,2 mg/l - Растворени гасови - угљен-диоксид 1,8 mg/l - Категорија - хидрокарбонатно, калцијумземноалкална, хипертермна вода, - Тип - радонска, олигоминерална вода.                                     |
| Бањица Базен 1    | - Вода без боје и укуса, благог мириса сумпорводоника - Температура воде је 27,8 °C - пХ вредност 7,33 - Садржај растворених састојака 590 mg/l - Растворени гасови - водоник сулфид 1,2 mg/l - Категорија - калцијум, магнезијум хидрокарбонатно сулфидна, - Тип - слабоалкална хипотермна олигоминерална вода.                                           |
| Бањица Базен 2    | - Температура 28,9 °C * пХ вредност 7,2 - 1 0,3 - Садржај растворених састојака 585,6 mg/l - Растворени гасови - водоник сулфид 0,8 mg/l - Категорија - калцијум, магнезијум, хидрокарбонатно сулфидним - Тип - земноалкална, хипотермна, олигоминерална вода.                                                                                             |
| Пијаца            | - Вода је бистра са благим мирисом сумпорводоника - Температура воде је 32,4 °C - пХ вредност 6,66 - 10,3 - Садржај растворених састојака 620,2 mg/l - Растворени гасови - слободни угљендиоксид 99,6 mg/l слободни водониксулфид 1,8 mg/l - Категорија воде - калцијум, магнезијум, хидрокарбонатно сулфидна - Тип - хомеотермна олигоминерална вода.     |

### Клима
Опште карактеристике климе
Поред општих климатских фактора, као што су географска ширина и дужина, на климатске одлике Сокобањске котлине утичу надморска висина, експозиција терена, правац пружања планина и долина, отвореност котлине према југу.  Овакав положај Сокобањске котлине у геопростору Србије дефинише њене посебне климатске услове који индиректно утичу и на процес пољопривредне производње.
Изолована околним планинама Сокобањска котлина је отворена једино према југу, где комуницира са Јужно-моравском долином, узаним теснацем, Бованском клисуром, одакле продиру континентални климатски утицаји. На истоку, преко Скробничке клисуре, Сокобањска котлина је отворена и за утицаје континенталних ваздушних маса, које из Источне и Северне Европе преко Влашке низије и Тимочког басена допиру до ње. Овакви морфолошки услови утицали су на стварање посебног климата, на температурна колебања, распоред и висину атмосферских талога, учесталост и јачину ветрова, односно на стварање посебних климатских одлика котлине.

Након климатске рејонизације Србије, Сокобањска котлина је сврстана у... 
Сокобањско – књажевачки климатски рејон у коме је заступљена умерено – континентална клима са топлим летима и благим зимама и годишњим амплитудама температуре до 23°C и у коме се у плувиометријском режиму местимично осећају медитерански утицаји.
Према Кепеновој класификацији у Сокобањи је заступљен Cfwbx климат, што значи да је:
- температура најхладнијег месеца изнад -3 °C,
- средња температура најтоплијег месеца нижа од 22 °C.[10]

Због оваквих климатских обележја простор Сокобањске котлине се знатно разликује од осталих делова који се налазе ван котлине, а од Сокобање нису много удаљена.
Температура
Најниже средње минималне температуре је у јануару, а највише у јулу. Највећа промена, односно пад температуре забележен је у децембру и износио је 1,8 °C. На годишњем нивоу температура Сокобањске котлине је нижа за 0,2 °C у периоду од 1961 – 1990. године.
Падавине
Сокобањска котлина је током 20. века примала просечно 637 mm атмосферског талога. Међутим, годишња расподела атмосферског талога се мења са порастом надморске висине, па тако котлинско дно и алувијална раван Моравице, годишње примају 578 mm падавина, а планински обод котлине знатно више. Наиме, у планинском ободу котлине годишње се излучи 808 mm атмосферског талга. Према томе, на сваких 100 m висине количина падавина се повећа за 57,5 mm.
| Месец                     | I   | II  | III | IV  | V | VI | VII | VIII | IX | X | XI  | XII | Год. |
| ------------------------- | --- | --- | --- | --- | - | -- | --- | ---- | -- | - | --- | --- | ---- |
| Средњи број данаса снегом | 6,4 | 5,1 | 3,3 | 0,3 | - | -  | -   | -    | -  | - | 0,9 | 7,0 | 24,0 |

Влажност ваздуха
Сокобањска котлина је имала просечну вредност од 75%. На месечном нивоу највећа разлика је у септембру, док се на годишњем нивоу, у периоду 1991-2005. године (иако је период осматрања упола краћи) одликује повећаном влажношћу од 78%, што је у највећој мери последица повећања просечне зимске температуре. 
Облачност
Највећа облачност на простору Сокобањске котлине, у периоду 1990-2004. година карактерише се смањеном облачношћу како на месечном тако и на годишњем нивоу, у односу на ранији десетогодишњи период. Максималну облчност имају зимски месеци
(децембра 7,0, јануар 6,9 и фебруар 6,1), док је август месец са минималним бројем дана прекривених облацима, свега 3,5.
Ветрови
Распоред ваздушних струјања у Сокобањској котлини условљен је локалним условима (окружености планинама са свих страна),  па ветрови који дувају на овом простору имају карактер упадних ветрова. Доминантан ветар Сокобањске котлине, као и целе Источне Србије, је кошава. Источни ветрови се најчешће јављају у пролеће и јесен, а најређе зими и лети. 
Инсолација
Просечна годишња инсолација у Сокобањској котлини износи 1.862,4 сунчаних сати, са максимумом у јулу од 267 часова или просечно 8,6 часова дневно. У раздобљу од 1991. до 2005. најмање сунчаних сати је забележено у децембру 148 часова или просечно 1,5 часова дневно и јануару 59 часова или 1,9 часова дневно. У односу на период 1961-1990, наведени период одликује се повећаном инслоацијом у топлијем делу године (са највећом разлика у јулу 0,7 часова дневно).